# Dmitrij Sztyepanovics Sevcsenko
Dmitrij Sztyepanovics Sevcsenko (oroszul: Дмитрий Степанович Шевченко) (Moszkva, 1967. november 13. –) olimpiai, világ- és Európa-bajnok orosz tőrvívó.